# 2251 Tikhov
2251 Tikhov је астероид главног астероидног појаса са пречником од приближно 26,42 .
Афел астероида је на удаљености од 3,108 астрономских јединица (АЈ) од Сунца, а перихел на 2,314 АЈ.
Ексцентрицитет орбите износи 0,146, инклинација (нагиб) орбите у односу на раван еклиптике 7,427 степени, а орбитални период износи 1630,859 дана (4,465 године).
Апсолутна магнитуда астероида је 11,40 а геометријски албедо 0,069.
Астероид је откривен 19. септембра 1971. године.